# Arboretum municipal de Verrières-le-Buisson
Cet article décrit l'arboretum municipal de Verrières-le-Buisson, parfois nommé "arboretum municipal Roger de Vilmorin". Ne pas confondre avec l'arboretum privé, arboretum Vilmorin.
L'arboretum municipal de Verrières-le-Buisson, de son nom complet arboretum municipal de Verrières-le-Buisson, Réserve naturelle volontaire Roger de Vilmorin, Maison des Arbres et des Oiseaux est classé réserve naturelle volontaire depuis 1988 et réserve naturelle régionale depuis 2004.
Il s'agit d'une extension publique de l'arboretum Vilmorin, ce dernier appartenant à la famille Vilmorin. 
Par voie de succession l'arboretum municipal qui s'étend sur une surface de 1,5 hectare a longtemps appartenu à la famille d'Arjuzon, avant que la mairie de Verrières en devienne propriétaire en 1975.
Elle en a donné l'entière gestion à une association naissante à l'époque, la « Maison des Arbres et des Oiseaux », composée uniquement de jeunes de 14 à 25 ans qui se réunissent tous les samedis pour entretenir l'arboretum. 
La réhabilitation de cet arboretum a comporté plusieurs phases : 
- le défrichement ;
- l'inventaire scientifique des espèces présentes sur le site avec l'aide d'un comité scientifique ;
- la valorisation du site auprès du public dans un objectif de sensibilisation à l'environnement.

Plus de deux cents espèces d'arbres remarquables de l'hémisphère nord sont présentes dans l'arboretum. Il est organisé en différents lieux :
- la zone arborée ;
- la friche évolutive ;
- le verger ;
- la prairie à fauche tardive ;
- la prairie ;
- la mare ;
- la zone de pépinière qui voit grandir de nouvelles espèces venant enrichir la diversité de l'arboretum.

Le site est ouvert en semaine pour des visites de groupes sur réservation et le week-end pour tous de 14 heures à 18 heures. Toutes les visites sont gratuites.